# Major Sales
Major Sales är en kommun i Brasilien.   Den ligger i delstaten Rio Grande do Norte, i den östra delen av landet, 1 500 km nordost om huvudstaden Brasília. Antalet invånare är 3 536.
Omgivningarna runt Major Sales är huvudsakligen savann. Runt Major Sales är det ganska glesbefolkat, med 38 invånare per kvadratkilometer.